# Panthers Wrocław 2021
Questa voce raccoglie le informazioni riguardanti i Panthers Wrocław nelle competizioni ufficiali della stagione 2021.

## Roster
| Roster dei Panthers Wrocław (2021) |
| --- |
| Quarterback - 2 Lukas O'Connor Running Back - 13 Damian Kwiatkowski - 24 Philéas Pasqualini - 25 Mark Herndon - 29 Kamil Kotlarz - 30 Paweł Barul - 40 Konrad Starczewski Wide Receiver - 7 Jakub Wąsiel - 14 Kacper Fiedziuk - 15 Bartosz Dziedzic - 16 Wiktor Zięba - 23 Jakub Mazan - 81 Michał Goszczyński - 82 Przemysław Banat - 85 Oskar Wypych - 12 KaVontae Turpin Tight End - 10 Miłosz Maćków - 44 Kacper Bogdański - 87 Igor Mašlanka Offensive Linemen - 55 Rafał Rogaczewski - 65 Kamil Piątek - 68 Kajetan Korżyński - 70 Marek Stajer - 71 Kamil Kur - 73 Damian Krawiec - 74 Murilo Machado Silva - 79 Eduardo Gonzalez Defensive Linemen - 50 Szymon Adamczyk - 56 Kacper Pawlak - 90 Jacek Wszół - 92 Adrian Brudny - 94 Karlis Brauns - 95 Szymon Grzebieniak - 96 Piotr Ostrowski - 97 Łukasz Gembara - 98 Mateusz Dymek - 99 Robert Rosołek Linebacker - 4 William Lloyd - 6 Kamil Ruta - 8 Hubert Ogrodowczyk - 21 Przemysław Lewszyk - 22 Jarosław Lewszyk - 42 Jan Chmiel - 45 Tomasz Kiszka - 47 Antoni Idziak - 49 Kacper Ołdak Defensive Back - 1 Darius Robinson - 3 Szymon Jarmołkowicz - 5 Goran Zec - 9 Tobiasz Witalis - 19 Daniel Piątkowski - 20 Kacper Rokiciński - 26 Marcin Osumek - 27 Jakub Halicki - 28 Grzegorz Piotrowski - 31 Szymon Romanowski - Pierre Courageux Special Team - 11 Dawid Pańczyszyn DK - Tadhg Leader K Coaching staff Jakub Samel (HC) |

## European League of Football 2021

### Stagione regolare
| Arbitri: | Walentynowicz Klimes Walentynowicz Pachulski Simon Hameder Kriesman |

| |           | |
| Mazan Q1 (TD) 18yd pass from O'Connor Pańczyszyn Q1 (pat) Robinson Q1 (TD) 40yd interception return Pańczyszyn Q1 (pat) Pasqualini Q2 (TD) 45yd pass from O'Connor Pańczyszyn Q2 (pat) Banat Q3 (TD) 32yd pass from O'Connor Pańczyszyn Q3 (pat) Pańczyszyn Q3 (FG) 34yd Zięba Q3 (TD) 6yd pass from O'Connor Pańczyszyn Q3 (pat) Banat Q4 (TD) 11yd pass from O'Connor Pańczyszyn Q4 (pat) Pańczyszyn Q4 (FG) 26yd Mazan Q4 (TD) 4yd run Pańczyszyn Q4 (pat) | Marcatori | Aarass Q2 (TD) 0yd fumble recovery Ezeala Q2 (pat) Ezeala Q2 (TD) 10yd pass from J. Weinreich Schuhmacher Q2 (pat) London Q3 (TD) 72yd run Schuhmacher Q3 (pat) Aarass Q3 (TD) 13yd pass from J. Weinreich London Q4 (TD) 61yd run London Q4 (TD) 38yd run |

| Arbitri: | Ratajczak M. Szczepanski B. Marciniak Przybyła |

| |           | |
| Robinson Q1 (TD) 65yd field goal return Pańczyszyn Q1 (pat) Mazan Q1 (TD) 4yd pass from O'Connor Pańczyszyn Q1 (pat) Banat Q2 (TD) 3yd pass from O'Connor Zięba Q2 (TD) 20yd pass from O'Connor Zięba Q2 (TD) 11yd pass from O'Connor Pańczyszyn Q2 (pat) Pasqualini Q3 (TD) 8yd run Pańczyszyn Q3 (pat) Pasqualini Q3 (TD) 28yd run Pańczyszyn Q3 (pat) Kwiatkowski Q4 (TD) 25yd run Pańczyszyn Q4 (pat) | Marcatori | Knüttel Q1 (TD) 27yd pass from Birdsong Sobowale Q2 (TD) 8yd pass from Birdsong Sobowale Q2 (tpc) pass from Birdsong Awini Q3 (TD) 10yd pass from Birdsong Q3 (tpc) rush Jalloh Q3 (TD) 92yd kickoff return |

| Arbitri: | T. Denker M. Kattilus Horak S. Richardson Jurzyk A. Flaisch-J. A. Sourdrille |

| |           | |
| Gauthier 5':55" Q2 (TD) 25yd interception return Sullivan 5':18" Q3 (TD) 3yd run Ameln 0':10" Q3 (TD) 5yd pass from Sullivan Siemssen Q3 (pat) Siemssen 0':49" Q4 (FG) 24yd | Marcatori | Mazan 0':20" Q2 (TD) 9yd pass from O'Connor Mazan 4':28" Q4 (TD) 49yd pass from O'Connor Pańczyszyn Q4 (pat) |

| Arbitri: | M. Scholz J. Poschlod M. Burzec K. Haltermann M. Hoffmann E. Christensen Jurzyk B. Hansen |

| |           | |
| Crawford 3':21" Q2 (TD) 3yd run Crawford 13':17" Q4 (TD) 6yd run Jones 7':32" Q4 (TD) 83yd pass from Stitt Jones Q4 (tpc) pass from Stitt Crawford 2':43" Q4 (TD) 1yd run | Marcatori | Kwiatkowski 8':24" Q1 (TD) 1yd run Pańczyszyn Q1 (pat) Mazan 11':57" Q2 (TD) 41yd pass from O'Connor Banat 1':26" Q2 (TD) 23yd pass from O'Connor Herndon 0':14" Q2 (TD) 5yd run Robinson 14':47" Q3 (TD) 95yd kickoff return Herndon 10':28" Q4 (TD) 51yd run Banat 3':17" Q4 (TD) 11yd pass from O'Connor Kwiatkowski Q4 (tpc) rush |

| Arbitri: | Walentynowicz Klimes M. Szczepanski Pachulski B. Marciniak Hameder H. Romanczyk |

| |           | |
| Pasqualini 3':37" Q1 (TD) 2yd run Pańczyszyn 6':38" Q2 (FG) 41yd Robinson 1':42" Q2 (TD) 35yd interception return Pańczyszyn Q2 (pat) Starcyweski 0':57" Q3 (TD) 3yd pass from O'Connor Pańczyszyn Q2 (pat) | Marcatori | Clark 13':07" Q1 (TD) 19yd run Andersen Q1 (pat) Johnson 5':21" Q3 (TD) 3yd run Andersen Q3 (pat) Madin Cerezo 2':51" Q3 (TD) 8yd pass from Clark Andersen 8':32" Q4 (FG) 51yd Andersen 0':41" Q4 (FG) 47yd |

| Colonia 1º agosto 2021, ore 15:00 7ª giornata | Cologne Centurions | 33 – 31 (0-6 7-10 13-6 13-9) referto | Panthers Wrocław | Südstadion |
| London 7':09" Q2 ( TD ) 2yd run Schuhmacher Q2 ( pat ) Steffen 6':36" Q3 ( TD ) 20yd interception return Schuhmacher Q3 ( pat ) London 5':39" Q3 ( TD ) 35yd run London 7':18" Q4 ( TD ) 11yd run London 5':35" Q4 ( TD ) 2yd run Schuhmacher Q4 ( pat ) Marcatori Dziedzic 2':36" Q1 ( TD ) 14yd pass from O'Connor Herndon 3':37" Q2 ( TD ) 11yd run Pańczyszyn Q2 ( pat ) Bogdański 1':24" Q2 ( FG ) 41yd Banat 14':55" Q3 ( TD ) 12yd pass from O'Connor Bogdański 13':02" Q4 ( FG ) 30yd Herndon 3':34" Q4 ( TD ) 6yd run |                    | |                  |            |
| |                    | |                  |            |
| London 7':09" Q2 (TD) 2yd run Schuhmacher Q2 (pat) Steffen 6':36" Q3 (TD) 20yd interception return Schuhmacher Q3 (pat) London 5':39" Q3 (TD) 35yd run London 7':18" Q4 (TD) 11yd run London 5':35" Q4 (TD) 2yd run Schuhmacher Q4 (pat) | Marcatori          | Dziedzic 2':36" Q1 (TD) 14yd pass from O'Connor Herndon 3':37" Q2 (TD) 11yd run Pańczyszyn Q2 (pat) Bogdański 1':24" Q2 (FG) 41yd Banat 14':55" Q3 (TD) 12yd pass from O'Connor Bogdański 13':02" Q4 (FG) 30yd Herndon 3':34" Q4 (TD) 6yd run |                  |            |

| Arbitri: | Walentynowicz Klimes Walentynowicz M. Szczepanski B. Marciniak Hameder H. Romanczyk |

|                                                              |           | |
| Mazan 1':45" Q4 (TD) 41yd pass from O'Connor Leader Q4 (pat) | Marcatori | Regler 13':58" Q1 (TD) 16yd pass from Sullivan Ebsen Q1 (pat) Sow 5':22" Q1 (TD) 2yd pass from Sullivan Schwarz 0':02" Q2 (TD) 9yd pass from Sullivan Ebsen Q2 (pat) Poznanski 9':46" Q3 (TD) 58yd interception return Ebsen 6':46" Q4 (FG) 38yd Poznanski 6':00" Q4 (TD) 35yd interception return Ebsen Q4 (pat) |

| Arbitri: | M. Scholz J. Poschlod K. Haltermann Scott N. Lakowitz A. Flaisch-J. Horak |

| |           | |
| Andersen 11':24" Q1 (FG) 31yd Johnson 14':55" Q2 (TD) 3yd run Andersen Q2 (pat) Rogers 10':31" Q2 (TD) 95yd kickoff return Andersen Q2 (pat) Madin Cerezo 2':18" Q3 (TD) 19yd pass from Clark Andersen Q3 (pat) | Marcatori | Leader 7':37" Q1 (FG) 52yd Leader 10':43" Q2 (FG) 47yd Turpin 9':01" Q2 (TD) 58yd pass from O'Connor Leader Q2 (pat) Turpin 1':45" Q2 (TD) 58yd pass from O'Connor Leader Q2 (pat) Pasqualini 0':06" Q2 (TD) 2yd run Leader Q2 (pat) Leader 8':43" Q3 (FG) 25yd |

| Arbitri: | Walentynowicz Klimes Walentynowicz Pachulski Simon Przybyła Kriesman |

| |           |                                                                   |
| Banat 8':11" Q1 (TD) 10yd pass from O'Connor Leader 0':53" Q1 (FG) 30yd Leader 5':37" Q2 (FG) 44yd Turpin 9':26" Q3 (TD) 15yd run Leader Q3 (pat) Leader 14':20" Q4 (FG) 24yd Turpin 6':03" Q4 (TD) 22yd pass from O'Connor Zięba 2':06" Q4 (TD) 4yd pass from O'Connor Leader Q4 (pat) | Marcatori | Jones 14':03" Q4 (TD) 74yd pass from Stitt 3':33" Q4 (TD) 1yd run |

| Arbitri: | Ratajczak B. Hansen K. Haltermann Pachulski Simon Hameder Kriesman |

| |           | |
| Knüttel 1':54" Q2 (TD) 20yd pass from Birdsong Ulbrich Q2 (pat) Knüttel 1':45" Q4 (TD) 28yd pass from Birdsong | Marcatori | Turpin 12':01" Q1 (TD) 1yd pass from O'Connor Leader Q1 (pat) Pasqualini 5':14" Q3 (TD) 6yd run Leader Q3 (pat) Pasqualini 12':00" Q4 (TD) 1yd run Leader Q4 (pat) |

### Playoff
| Arbitri: | T. Denker M. Kattilus S. Richardson B. Marciniak M. Hoffmann H. Romanczyk R. Lewis |

| |           | |
| Ofori 10':18" Q1 (TD) 31yd pass from Clark Andersen Q1 (pat) Johnson 5':56" Q1 (TD) 4yd run Andersen Q1 (pat) Andersen 5':21" Q3 (FG) 25yd Johnson 14':56" Q4 (TD) 1yd run Johnson 1':54" Q4 (TD) 8yd run Andersen Q4 (pat) | Marcatori | Banat 8':42" Q1 (TD) 50yd pass from O'Connor Leader Q1 (pat) Turpin 6':41" Q2 (TD) 18yd pass from O'Connor Leader Q2 (pat) Banat 11':02" Q4 (TD) 17yd pass from O'Connor Turpin 4':42" Q4 (TD) 6yd pass from O'Connor Leader Q4 (pat) |

## Statistiche di squadra
| Competizione      | %Vittorie | In casa | In casa | In casa | In casa | In casa | In casa | In trasferta | In trasferta | In trasferta | In trasferta | In trasferta | In trasferta | Totale | Totale | Totale | Totale | Totale | Totale |
| Competizione      | %Vittorie | G       | V       | N       | P       | Pf      | Ps      | G            | V            | N            | P            | Pf           | Ps           | G      | V      | N      | P      | Pf     | Ps     |
| ----------------- | --------- | ------- | ------- | ------- | ------- | ------- | ------- | ------------ | ------------ | ------------ | ------------ | ------------ | ------------ | ------ | ------ | ------ | ------ | ------ | ------ |
| Stagione regolare | .600      | 5       | 3       | 0       | 2       | 174     | 141     | 5            | 3            | 0            | 2            | 140          | 118          | 10     | 6      | 0      | 4      | 314    | 259    |
| Playoff           | .000      | 0       | 0       | 0       | 0       | 0       | 0       | 1            | 0            | 0            | 1            | 27           | 30           | 1      | 0      | 0      | 1      | 27     | 30     |
| Totale            | .545      | 5       | 3       | 0       | 2       | 174     | 141     | 6            | 3            | 0            | 3            | 167          | 148          | 11     | 6      | 0      | 5      | 341    | 289    |

## Statistiche personali

### Marcatori
| Giocatore   | Ruolo | TD rush | TD recv | TD int | TD p.ret | TD k.ret | TD oth | Xp1 | Xp2 | FG | Saf | Totale |
| ----------- | ----- | ------- | ------- | ------ | -------- | -------- | ------ | --- | --- | -- | --- | ------ |
| Banat       |       | 0       | 7+2     | 0      | 0        | 0        | 0      | 0   | 0   | 0  | 0   | 54     |
| Mazan       |       | 1       | 6       | 0      | 0        | 0        | 0      | 0   | 0   | 0  | 0   | 42     |
| Pasqualini  |       | 6       | 1       | 0      | 0        | 0        | 0      | 0   | 0   | 0  | 0   | 42     |
| Turpin      |       | 1       | 4+2     | 0      | 0        | 0        | 0      | 0   | 0   | 0  | 0   | 42     |
| Leader      |       | 0       | 0       | 0      | 0        | 0        | 0      | 9+3 | 0   | 6  | 0   | 30     |
| Pańczyszyn  |       | 0       | 0       | 0      | 0        | 0        | 0      | 18  | 0   | 3  | 0   | 27     |
| Herndon     |       | 4       | 0       | 0      | 0        | 0        | 0      | 0   | 0   | 0  | 0   | 24     |
| Robinson    |       | 0       | 0       | 2      | 0        | 1        | 1      | 0   | 0   | 0  | 0   | 24     |
| Zięba       |       | 0       | 4       | 0      | 0        | 0        | 0      | 0   | 0   | 0  | 0   | 24     |
| Kwiatkowski |       | 2       | 0       | 0      | 0        | 0        | 0      | 0   | 1   | 0  | 0   | 14     |
| Bogdański   |       | 0       | 0       | 0      | 0        | 0        | 0      | 0   | 0   | 2  | 0   | 6      |
| Dziedzic    |       | 0       | 1       | 0      | 0        | 0        | 0      | 0   | 0   | 0  | 0   | 6      |
| Starcyweski |       | 0       | 1       | 0      | 0        | 0        | 0      | 0   | 0   | 0  | 0   | 6      |

### Passer rating
| Giocatore | G    | Att    | Comp   | Int  | Yds      | TD   | NFL   | NCAA   |
| --------- | ---- | ------ | ------ | ---- | -------- | ---- | ----- | ------ |
| O'Connor  | 10+1 | 388+37 | 236+22 | 11+1 | 2880+319 | 24+4 | 94,23 | 140,03 |
| #12       | 1    | 1      | 0      | 0    | 0        | 0    |       |        |
| Team      | 3+1  | 0+0    | 0+0    | 0+0  | -97-9    | 0+0  |       |        |